# История двух сестёр (фильм, 2003)
«Исто́рия двух сестёр» (кор. 장화, 홍련 — «Роза, Лотос») — южнокорейский психологический фильм ужасов 2003 года сценариста и режиссёра Ким Чжи Уна. Фильм вдохновлён популярной корейской фольклорной историей времён правления династии Чосон — «Сказка про Розу и Лотос», неоднократно экранизируемой и ранее.
«История двух сестёр» получила позитивные критические отзывы; она выиграла в номинации «Лучший фильм» на португальском фестивале кинофантастики Fantasporto в 2004 году. «История двух сестёр» стала самым кассовым корейским фильмом ужасов и первым из них, показывавшимся в американских кинотеатрах. В 2009 году был выпущен американский ремейк под названием «Незваные».

## Сюжет
Фильм начинается с того, что психиатр задаёт вопросы девушке Су Ми, но она не отвечает; врач пытается заставить её рассказать о дне, который она должна  была хорошо запомнить. Су Ми возвращается вместе со своим отцом Му Хёном домой, также вместе с ними едет Су Ён — сестра Су Ми (имена Су Ми и Су Ён значат то же, что и имена Чан Хва и Хон Рён из оригинальной истории — Роза и Лотос). Дома их встречает мачеха, Ын Джу.
Ночью Су Ми и Су Ён видят призрачную женщину. Между тем, отношения между сёстрами и мачехой становятся всё напряжённее, Су Ми обнаруживает ушибы на руках Су Ён. По приглашению отца в дом на ужин приходит молодая семейная пара; с женщиной случается припадок, она бьётся в конвульсиях и во время этого видит под раковиной девочку. Затем её видит и Ын Джу; она говорит Му Хёну, что с возвращением девочек в доме стало твориться что-то неладное. Также становится ясно, что у мачехи тоже есть  психические проблемы, для снятия симптомов которых она употребляет лекарства. Ын Джу обнаруживает в постели Су Ён мёртвую птичку из клетки, в ярости она запирает девушку в шкаф в её комнате, при этом отец никак не реагирует на крики дочери. Су Ми освобождает Су Ён. Му Хён спрашивает Су Ми, почему она неадекватно себя ведёт. Су Ми возмущена; она недоумевает, как отец может не замечать, что мачеха преследует их. Тогда Му Хён говорит Су Ми, что ей не становится лучше, ведь Су Ён давно погибла.
Су Ми просыпается и видит, что мачеха убила Су Ён и поместила тело в мешок, а мешок спрятала в тот же шкаф. Су Ми и Ын Джу дерутся, и Су Ми теряет сознание, ударившись головой. Ын Джу хочет убить и её, обрушив ей на голову гипсовый бюст, но тут Му Хён возвращается домой и находит Су Ми, однако ни Ын Джу, ни мешка с телом нигде нет. Далее идут сцены, из которых становится понятно, что Су Ён действительно давно умерла, в данное время она, как и злая мачеха, существуют лишь в голове Су Ми.
Ын Джу была медсестрой, ухаживавшей за тяжело больной матерью девочек. Сёстры чувствовали, что между отцом и Ын Джу развиваются отношения; Су Ми активно высказывала неодобрение этому, а Ын Джу вымещала злость на безответной Су Ён. Однажды Су Ён проснулась и нашла в своём шкафу повесившуюся мать, она испугалась и уронила тяжёлый шкаф на себя. Пришедшая на шум Ын Джу не стала ей помогать, оставив умирать. Она хотела было вернуться, но не сделала это, так как у неё началась ссора с Су Ми; в конце пререканий она сказала девочке, что та ещё пожалеет об этом моменте. Су Ми уходит из дома, Су Ён в это время умирает.
Ын Джу сидит в комнате Су Ён; из шкафа вылезает ужасный призрак женщины.

## В ролях
- Им Су Чжон — Су Ми (сестра)
- Мун Гын Ён — Су Ён (сестра)
- Ём Чон А[кор.] — Ын Джу (мачеха)
- Ким Гап Су[кор.] — Му Хён (отец)